# Volta à Suíça de 2017
A 81.ª edição da Volta à Suíça, foi uma corrida de ciclismo de estrada por etapas que se celebrou entre 10 e 18 de junho de 2017 sobre um percurso de 1166,3 quilómetros com início na cidade de Cham e final em Schaffhausen.
A corrida fez parte do UCI WorldTour de 2017, sendo a vigésimo quarta competição do calendário de máxima categoria mundial.
A corrida foi vencida pelo corredor esloveno Simon Špilak da equipa Katusha-Alpecin, em segundo lugar Damiano Caruso (BMC) e em terceiro lugar Steven Kruijswijk (LottoNL-Jumbo).

## Equipas participantes
Tomaram parte na corrida 22 equipas: 18 de categoria UCI WorldTour de 2017 convidados pela organização e 4 de categoria Profissional Continental. Formando assim um pelotão de 176 ciclistas dos que acabaram 140. As equipas participantes foram:
| Equipes WorldTeam (18)- AG2R La Mondiale - Astana - Bahrain-Merida - BMC Racing Team - Bora-Hansgrohe - Cannondale-Drapac - Dimension Data - FDJ - Katusha-Alpecin - Lotto NL-Jumbo - Lotto-Soudal - Movistar Team - Orica-Scott - Quick-Step Floors - Sky - Team Sunweb - Trek-Segafredo - UAE Team Emirates Equipes profissionais Continentais (4)- Aqua Blue Sport - CCC Sprandi Polkowice - Direct Énergie - Roompot-Nederlandse Loterij |
| |

## Percorrido
A Volta à Suíça apresentou um percurso com um guião que não muda com respeito ao das edições anteriores. A corrida seguiu abrindo-se e fechando-se com duas contrarrelógios individuais mais as inevitáveis passagens com as cumes do país mais montanhoso da Europa. Neste ano a corrida contou com três finais em alto situados na quarta etapa em Villars-sur-Ollon, também incluindo La Punt depois da subida ao porto de La Punt Chamues-ch na sexta etapa e ao dia seguinte, na sétima etapa foi a clássica chegada austriaca de Sölden, a 2.780 metros sobre o nível do mar onde se viu quem decidiram o geral final com a Contrarrelógio individual de quase 28,6 quilómetros.
| Etapa   | Data    | Percurso                     | type                      | Distância (km) | Vencedor           | Líder geral        |
| ------- | ------- | ---------------------------- | ------------------------- | -------------- | ------------------ | ------------------ |
| Prólogo | 10 jun. | Cham – Cham                  | prólogo                   | 6              | Rohan Dennis       | Rohan Dennis       |
| 1       | 11 jun. | Cham – Cham                  | etapa escarpada           | 172,7          | Philippe Gilbert   | Stefan Küng        |
| 2       | 12 jun. | Menziken – Berna             | etapa escarpada           | 159,3          | Michael Matthews   | Michael Matthews   |
| 3       | 13 jun. | Berna – Villars-sur-Ollon    | alta montanha             | 150,2          | Larry Warbasse     | Damiano Caruso     |
| 4       | 14 jun. | Bex – Cevio                  | média montanha            | 222            | Peter Sagan        | Damiano Caruso     |
| 5       | 15 jun. | Locarno – La Punt Chamues-ch | alta montanha             | 166,7          | Domenico Pozzovivo | Domenico Pozzovivo |
| 6       | 16 jun. | Zernez – Sölden (Áustria)    | alta montanha             | 160,8          | Simon Špilak       | Simon Špilak       |
| 7       | 17 jun. | Schaffhausen – Schaffhausen  | etapa escarpada           | 100            | Peter Sagan        | Simon Špilak       |
| 8       | 18 jun. | Schaffhausen – Schaffhausen  | contrarrelógio individual | 28,6           | Rohan Dennis       | Simon Špilak       |

### Prólogo
| Cham - Cham | prólogo | (6 km) |

| \| Classificação por etapas \| Classificação por etapas \| Classificação por etapas \| Classificação por etapas \| Classificação por etapas \| \| Ciclista \| Ciclista \| Equipe \| Tempo \| \| \| ------------------------ \| ------------------------ \| ------------------------ \| ------------------------ \| ------------------------ \| \| 1. \| Rohan Dennis \| BMC Racing Team \| + 6m24s \| \| \| 2. \| Stefan Küng \| BMC Racing Team \| + 8s \| \| \| 3. \| Matthias Brändle \| Trek-Segafredo \| + 9s \| \| \| 4. \| Michael Matthews \| Team Sunweb \| + 9s \| \| \| 5. \| Tom Dumoulin \| Team Sunweb \| + 9s \| \| \| 6. \| Jonathan Castroviejo \| Movistar Team \| + 11s \| \| \| 7. \| Lars Boom \| LottoNL-Jumbo \| + 12s \| \| \| 8. \| Ryan Mullen \| Cannondale-Drapac \| + 13s \| \| \| 9. \| Steven Lammertink \| LottoNL-Jumbo \| + 14s \| \| \| 10. \| Martin Elmiger \| BMC Racing Team \| + 14s \| \| |                      |                   |         |
| |                      |                   |         |
| Fonte: ProCyclingStats |                      |                   |         |
| Classificação por etapas |                      |                   |         |
| Ciclista | Ciclista             | Equipe            | Tempo   |
| 1. | Rohan Dennis         | BMC Racing Team   | + 6m24s |
| 2. | Stefan Küng          | BMC Racing Team   | + 8s    |
| 3. | Matthias Brändle     | Trek-Segafredo    | + 9s    |
| 4. | Michael Matthews     | Team Sunweb       | + 9s    |
| 5. | Tom Dumoulin         | Team Sunweb       | + 9s    |
| 6. | Jonathan Castroviejo | Movistar Team     | + 11s   |
| 7. | Lars Boom            | LottoNL-Jumbo     | + 12s   |
| 8. | Ryan Mullen          | Cannondale-Drapac | + 13s   |
| 9. | Steven Lammertink    | LottoNL-Jumbo     | + 14s   |
| 10. | Martin Elmiger       | BMC Racing Team   | + 14s   |

| \| Classificação geral \| Classificação geral \| Classificação geral \| Classificação geral \| Classificação geral \| \| Ciclista \| Ciclista \| Equipe \| Tempo \| \| \| ------------------- \| -------------------- \| ------------------- \| ------------------- \| ------------------- \| \| 1. \| Rohan Dennis \| BMC Racing Team \| 6m24s \| \| \| 2. \| Stefan Küng \| BMC Racing Team \| + 8s \| \| \| 3. \| Matthias Brändle \| Trek-Segafredo \| + 9s \| \| \| 4. \| Michael Matthews \| Team Sunweb \| + 9s \| \| \| 5. \| Tom Dumoulin \| Team Sunweb \| + 9s \| \| \| 6. \| Jonathan Castroviejo \| Movistar Team \| + 11s \| \| \| 7. \| Lars Boom \| LottoNL-Jumbo \| + 12s \| \| \| 8. \| Ryan Mullen \| Cannondale-Drapac \| + 13s \| \| \| 9. \| Steven Lammertink \| LottoNL-Jumbo \| + 14s \| \| \| 10. \| Martin Elmiger \| BMC Racing Team \| + 14s \| \| |                      |                   |       |
| |                      |                   |       |
| Fonte: ProCyclingStats |                      |                   |       |
| Classificação geral |                      |                   |       |
| Ciclista | Ciclista             | Equipe            | Tempo |
| 1. | Rohan Dennis         | BMC Racing Team   | 6m24s |
| 2. | Stefan Küng          | BMC Racing Team   | + 8s  |
| 3. | Matthias Brändle     | Trek-Segafredo    | + 9s  |
| 4. | Michael Matthews     | Team Sunweb       | + 9s  |
| 5. | Tom Dumoulin         | Team Sunweb       | + 9s  |
| 6. | Jonathan Castroviejo | Movistar Team     | + 11s |
| 7. | Lars Boom            | LottoNL-Jumbo     | + 12s |
| 8. | Ryan Mullen          | Cannondale-Drapac | + 13s |
| 9. | Steven Lammertink    | LottoNL-Jumbo     | + 14s |
| 10. | Martin Elmiger       | BMC Racing Team   | + 14s |

### 1.ª etapa
| Cham - Cham | etapa escarpada | (172,7 km) |

| \| Classificação por etapas \| Classificação por etapas \| Classificação por etapas \| Classificação por etapas \| Classificação por etapas \| \| Ciclista \| Ciclista \| Equipe \| Tempo \| \| \| ------------------------ \| ------------------------ \| ------------------------ \| ------------------------ \| ------------------------ \| \| 1. \| Philippe Gilbert \| Quick-Step Floors \| 4h22m36s \| \| \| 2. \| Patrick Bevin \| Cannondale-Drapac \| + 0s \| \| \| 3. \| Anthony Roux \| FDJ \| + 0s \| \| \| 4. \| Michael Albasini \| Orica-Scott \| + 0s \| \| \| 5. \| Matteo Trentin \| Quick-Step Floors \| + 0s \| \| \| 6. \| Marcus Burghardt \| Bora-Hansgrohe \| + 0s \| \| \| 7. \| Niccolò Bonifazio \| Bahrain-Merida \| + 0s \| \| \| 8. \| Peter Sagan \| Bora-Hansgrohe \| + 0s \| \| \| 9. \| Valerio Conti \| UAE Team Emirates \| + 0s \| \| \| 10. \| Michael Matthews \| Team Sunweb \| + 0s \| \| |                   |                   |          |
| |                   |                   |          |
| Fonte: ProCyclingStats |                   |                   |          |
| Classificação por etapas |                   |                   |          |
| Ciclista | Ciclista          | Equipe            | Tempo    |
| 1. | Philippe Gilbert  | Quick-Step Floors | 4h22m36s |
| 2. | Patrick Bevin     | Cannondale-Drapac | + 0s     |
| 3. | Anthony Roux      | FDJ               | + 0s     |
| 4. | Michael Albasini  | Orica-Scott       | + 0s     |
| 5. | Matteo Trentin    | Quick-Step Floors | + 0s     |
| 6. | Marcus Burghardt  | Bora-Hansgrohe    | + 0s     |
| 7. | Niccolò Bonifazio | Bahrain-Merida    | + 0s     |
| 8. | Peter Sagan       | Bora-Hansgrohe    | + 0s     |
| 9. | Valerio Conti     | UAE Team Emirates | + 0s     |
| 10. | Michael Matthews  | Team Sunweb       | + 0s     |

| \| Classificação geral \| Classificação geral \| Classificação geral \| Classificação geral \| Classificação geral \| \| Ciclista \| Ciclista \| Equipe \| Tempo \| \| \| ------------------- \| ------------------- \| ------------------- \| ------------------- \| ------------------- \| \| 1. \| Stefan Küng \| BMC Racing Team \| 4h29m08s \| \| \| 2. \| Michael Matthews \| Team Sunweb \| + 1s \| \| \| 3. \| Tom Dumoulin \| Team Sunweb \| + 1s \| \| \| 4. \| Lars Boom \| LottoNL-Jumbo \| + 4s \| \| \| 5. \| Peter Sagan \| Bora-Hansgrohe \| + 8s \| \| \| 6. \| Damiano Caruso \| BMC Racing Team \| + 10s \| \| \| 7. \| Michael Albasini \| Orica-Scott \| + 11s \| \| \| 8. \| Hugo Houle \| AG2R La Mondiale \| + 12s \| \| \| 9. \| Patrick Bevin \| Cannondale-Drapac \| + 13s \| \| \| 10. \| Matteo Trentin \| Quick-Step Floors \| + 14s \| \| |                  |                   |          |
| |                  |                   |          |
| Fonte: ProCyclingStats |                  |                   |          |
| Classificação geral |                  |                   |          |
| Ciclista | Ciclista         | Equipe            | Tempo    |
| 1. | Stefan Küng      | BMC Racing Team   | 4h29m08s |
| 2. | Michael Matthews | Team Sunweb       | + 1s     |
| 3. | Tom Dumoulin     | Team Sunweb       | + 1s     |
| 4. | Lars Boom        | LottoNL-Jumbo     | + 4s     |
| 5. | Peter Sagan      | Bora-Hansgrohe    | + 8s     |
| 6. | Damiano Caruso   | BMC Racing Team   | + 10s    |
| 7. | Michael Albasini | Orica-Scott       | + 11s    |
| 8. | Hugo Houle       | AG2R La Mondiale  | + 12s    |
| 9. | Patrick Bevin    | Cannondale-Drapac | + 13s    |
| 10. | Matteo Trentin   | Quick-Step Floors | + 14s    |

### 2.ª etapa
| Menziken - Berna | etapa escarpada | (159,3 km) |

| \| Classificação por etapas \| Classificação por etapas \| Classificação por etapas \| Classificação por etapas \| Classificação por etapas \| \| Ciclista \| Ciclista \| Equipe \| Tempo \| \| \| ------------------------ \| ------------------------ \| ------------------------ \| ------------------------ \| ------------------------ \| \| 1. \| Michael Matthews \| Team Sunweb \| 3h49m48s \| \| \| 2. \| Peter Sagan \| Bora-Hansgrohe \| + 0s \| \| \| 3. \| John Degenkolb \| Trek-Segafredo \| + 0s \| \| \| 4. \| Tim Wellens \| Lotto-Soudal \| + 0s \| \| \| 5. \| Michael Albasini \| Orica-Scott \| + 0s \| \| \| 6. \| Patrick Bevin \| Cannondale-Drapac \| + 0s \| \| \| 7. \| Arthur Vichot \| FDJ \| + 0s \| \| \| 8. \| Matteo Trentin \| Quick-Step Floors \| + 0s \| \| \| 9. \| Jan Bakelants \| AG2R La Mondiale \| + 0s \| \| \| 10. \| Damiano Caruso \| BMC Racing Team \| + 0s \| \| |                  |                   |          |
| |                  |                   |          |
| Fonte: ProCyclingStats |                  |                   |          |
| Classificação por etapas |                  |                   |          |
| Ciclista | Ciclista         | Equipe            | Tempo    |
| 1. | Michael Matthews | Team Sunweb       | 3h49m48s |
| 2. | Peter Sagan      | Bora-Hansgrohe    | + 0s     |
| 3. | John Degenkolb   | Trek-Segafredo    | + 0s     |
| 4. | Tim Wellens      | Lotto-Soudal      | + 0s     |
| 5. | Michael Albasini | Orica-Scott       | + 0s     |
| 6. | Patrick Bevin    | Cannondale-Drapac | + 0s     |
| 7. | Arthur Vichot    | FDJ               | + 0s     |
| 8. | Matteo Trentin   | Quick-Step Floors | + 0s     |
| 9. | Jan Bakelants    | AG2R La Mondiale  | + 0s     |
| 10. | Damiano Caruso   | BMC Racing Team   | + 0s     |

| \| Classificação geral \| Classificação geral \| Classificação geral \| Classificação geral \| Classificação geral \| \| Ciclista \| Ciclista \| Equipe \| Tempo \| \| \| ------------------- \| ------------------- \| ------------------- \| ------------------- \| ------------------- \| \| 1. \| Michael Matthews \| Team Sunweb \| 8h18m47s \| \| \| 2. \| Tom Dumoulin \| Team Sunweb \| + 10s \| \| \| 3. \| Peter Sagan \| Bora-Hansgrohe \| + 11s \| \| \| 4. \| Damiano Caruso \| BMC Racing Team \| + 19s \| \| \| 5. \| Michael Albasini \| Orica-Scott \| + 20s \| \| \| 6. \| Patrick Bevin \| Cannondale-Drapac \| + 22s \| \| \| 7. \| Matteo Trentin \| Quick-Step Floors \| + 23s \| \| \| 8. \| John Degenkolb \| Trek-Segafredo \| + 24s \| \| \| 9. \| Ion Izagirre \| Bahrain-Merida \| + 25s \| \| \| 10. \| Marc Soler \| Movistar Team \| + 25s \| \| |                  |                   |          |
| |                  |                   |          |
| Fonte: ProCyclingStats |                  |                   |          |
| Classificação geral |                  |                   |          |
| Ciclista | Ciclista         | Equipe            | Tempo    |
| 1. | Michael Matthews | Team Sunweb       | 8h18m47s |
| 2. | Tom Dumoulin     | Team Sunweb       | + 10s    |
| 3. | Peter Sagan      | Bora-Hansgrohe    | + 11s    |
| 4. | Damiano Caruso   | BMC Racing Team   | + 19s    |
| 5. | Michael Albasini | Orica-Scott       | + 20s    |
| 6. | Patrick Bevin    | Cannondale-Drapac | + 22s    |
| 7. | Matteo Trentin   | Quick-Step Floors | + 23s    |
| 8. | John Degenkolb   | Trek-Segafredo    | + 24s    |
| 9. | Ion Izagirre     | Bahrain-Merida    | + 25s    |
| 10. | Marc Soler       | Movistar Team     | + 25s    |

### 3.ª etapa
| Berna - Villars-sur-Ollon | alta montanha | (150,2 km) |

| \| Classificação por etapas \| Classificação por etapas \| Classificação por etapas \| Classificação por etapas \| Classificação por etapas \| \| Ciclista \| Ciclista \| Equipe \| Tempo \| \| \| ------------------------ \| ------------------------ \| ------------------------ \| ------------------------ \| ------------------------ \| \| 1. \| Larry Warbasse \| Aqua Blue Sport \| 3h48m55s \| \| \| 2. \| Damiano Caruso \| BMC Racing Team \| + 40s \| \| \| 3. \| Steven Kruijswijk \| LottoNL-Jumbo \| + 40s \| \| \| 4. \| Simon Špilak \| Katusha-Alpecin \| + 40s \| \| \| 5. \| Domenico Pozzovivo \| AG2R La Mondiale \| + 44s \| \| \| 6. \| Mathias Frank \| AG2R La Mondiale \| + 47s \| \| \| 7. \| Marc Soler \| Movistar Team \| + 59s \| \| \| 8. \| Miguel Ángel López \| Astana \| + 1m07s \| \| \| 9. \| Mikel Nieve \| Team Sky \| + 1m20s \| \| \| 10. \| Rui Costa \| UAE Team Emirates \| + 1m34s \| \| |                    |                   |          |
| |                    |                   |          |
| |                    |                   |          |
| Classificação por etapas |                    |                   |          |
| Ciclista | Ciclista           | Equipe            | Tempo    |
| 1. | Larry Warbasse     | Aqua Blue Sport   | 3h48m55s |
| 2. | Damiano Caruso     | BMC Racing Team   | + 40s    |
| 3. | Steven Kruijswijk  | LottoNL-Jumbo     | + 40s    |
| 4. | Simon Špilak       | Katusha-Alpecin   | + 40s    |
| 5. | Domenico Pozzovivo | AG2R La Mondiale  | + 44s    |
| 6. | Mathias Frank      | AG2R La Mondiale  | + 47s    |
| 7. | Marc Soler         | Movistar Team     | + 59s    |
| 8. | Miguel Ángel López | Astana            | + 1m07s  |
| 9. | Mikel Nieve        | Team Sky          | + 1m20s  |
| 10. | Rui Costa          | UAE Team Emirates | + 1m34s  |

| \| Classificação geral \| Classificação geral \| Classificação geral \| Classificação geral \| Classificação geral \| \| Ciclista \| Ciclista \| Equipe \| Tempo \| \| \| ------------------- \| ------------------- \| ------------------- \| ------------------- \| ------------------- \| \| 1. \| Damiano Caruso \| BMC Racing Team \| 12h08m35s \| \| \| 2. \| Steven Kruijswijk \| LottoNL-Jumbo \| + 15s \| \| \| 3. \| Domenico Pozzovivo \| AG2R La Mondiale \| + 24s \| \| \| 4. \| Simon Špilak \| Katusha-Alpecin \| + 24s \| \| \| 5. \| Marc Soler \| Movistar Team \| + 31s \| \| \| 6. \| Mathias Frank \| AG2R La Mondiale \| + 33s \| \| \| 7. \| Mikel Nieve \| Team Sky \| + 1m09s \| \| \| 8. \| Rui Costa \| UAE Team Emirates \| + 1m10s \| \| \| 9. \| Valerio Conti \| UAE Team Emirates \| + 1m20s \| \| \| 10. \| Miguel Ángel López \| Astana \| + 1m25s \| \| |                    |                   |           |
| |                    |                   |           |
| |                    |                   |           |
| Classificação geral |                    |                   |           |
| Ciclista | Ciclista           | Equipe            | Tempo     |
| 1. | Damiano Caruso     | BMC Racing Team   | 12h08m35s |
| 2. | Steven Kruijswijk  | LottoNL-Jumbo     | + 15s     |
| 3. | Domenico Pozzovivo | AG2R La Mondiale  | + 24s     |
| 4. | Simon Špilak       | Katusha-Alpecin   | + 24s     |
| 5. | Marc Soler         | Movistar Team     | + 31s     |
| 6. | Mathias Frank      | AG2R La Mondiale  | + 33s     |
| 7. | Mikel Nieve        | Team Sky          | + 1m09s   |
| 8. | Rui Costa          | UAE Team Emirates | + 1m10s   |
| 9. | Valerio Conti      | UAE Team Emirates | + 1m20s   |
| 10. | Miguel Ángel López | Astana            | + 1m25s   |

### 4.ª etapa
| Bex - Cevio | média montanha | (222 km) |

| \| Classificação por etapas \| Classificação por etapas \| Classificação por etapas \| Classificação por etapas \| Classificação por etapas \| \| Ciclista \| Ciclista \| Equipe \| Tempo \| \| \| ------------------------ \| ------------------------ \| ------------------------ \| ------------------------ \| ------------------------ \| \| 1. \| Peter Sagan \| Bora-Hansgrohe \| 5h15m50s \| \| \| 2. \| Michael Albasini \| Orica-Scott \| + 0s \| \| \| 3. \| Matteo Trentin \| Quick-Step Floors \| + 0s \| \| \| 4. \| Patrick Bevin \| Cannondale-Drapac \| + 0s \| \| \| 5. \| Niccolò Bonifazio \| Bahrain-Merida \| + 0s \| \| \| 6. \| Michael Matthews \| Team Sunweb \| + 0s \| \| \| 7. \| Sacha Modolo \| UAE Team Emirates \| + 0s \| \| \| 8. \| Oscar Gatto \| Astana \| + 0s \| \| \| 9. \| Aaron Gate \| Aqua Blue Sport \| + 0s \| \| \| 10. \| Owain Doull \| Team Sky \| + 0s \| \| |                   |                   |          |
| |                   |                   |          |
| |                   |                   |          |
| Classificação por etapas |                   |                   |          |
| Ciclista | Ciclista          | Equipe            | Tempo    |
| 1. | Peter Sagan       | Bora-Hansgrohe    | 5h15m50s |
| 2. | Michael Albasini  | Orica-Scott       | + 0s     |
| 3. | Matteo Trentin    | Quick-Step Floors | + 0s     |
| 4. | Patrick Bevin     | Cannondale-Drapac | + 0s     |
| 5. | Niccolò Bonifazio | Bahrain-Merida    | + 0s     |
| 6. | Michael Matthews  | Team Sunweb       | + 0s     |
| 7. | Sacha Modolo      | UAE Team Emirates | + 0s     |
| 8. | Oscar Gatto       | Astana            | + 0s     |
| 9. | Aaron Gate        | Aqua Blue Sport   | + 0s     |
| 10. | Owain Doull       | Team Sky          | + 0s     |

| \| Classificação geral \| Classificação geral \| Classificação geral \| Classificação geral \| Classificação geral \| \| Ciclista \| Ciclista \| Equipe \| Tempo \| \| \| ------------------- \| ------------------- \| ------------------- \| ------------------- \| ------------------- \| \| 1. \| Damiano Caruso \| BMC Racing Team \| 17h24m24s \| \| \| 2. \| Steven Kruijswijk \| LottoNL-Jumbo \| + 16s \| \| \| 3. \| Domenico Pozzovivo \| AG2R La Mondiale \| + 25s \| \| \| 4. \| Simon Špilak \| Katusha-Alpecin \| + 25s \| \| \| 5. \| Marc Soler \| Movistar Team \| + 32s \| \| \| 6. \| Mathias Frank \| AG2R La Mondiale \| + 34s \| \| \| 7. \| Mikel Nieve \| Team Sky \| + 1m10s \| \| \| 8. \| Rui Costa \| UAE Team Emirates \| + 1m11s \| \| \| 9. \| Valerio Conti \| UAE Team Emirates \| + 1m21s \| \| \| 10. \| Tao Geoghegan Hart \| Team Sky \| + 1m38s \| \| |                    |                   |           |
| |                    |                   |           |
| |                    |                   |           |
| Classificação geral |                    |                   |           |
| Ciclista | Ciclista           | Equipe            | Tempo     |
| 1. | Damiano Caruso     | BMC Racing Team   | 17h24m24s |
| 2. | Steven Kruijswijk  | LottoNL-Jumbo     | + 16s     |
| 3. | Domenico Pozzovivo | AG2R La Mondiale  | + 25s     |
| 4. | Simon Špilak       | Katusha-Alpecin   | + 25s     |
| 5. | Marc Soler         | Movistar Team     | + 32s     |
| 6. | Mathias Frank      | AG2R La Mondiale  | + 34s     |
| 7. | Mikel Nieve        | Team Sky          | + 1m10s   |
| 8. | Rui Costa          | UAE Team Emirates | + 1m11s   |
| 9. | Valerio Conti      | UAE Team Emirates | + 1m21s   |
| 10. | Tao Geoghegan Hart | Team Sky          | + 1m38s   |

### 5.ª etapa
| Locarno - La Punt Chamues-ch | alta montanha | (166,7 km) |

| \| Classificação por etapas \| Classificação por etapas \| Classificação por etapas \| Classificação por etapas \| Classificação por etapas \| \| Ciclista \| Ciclista \| Equipe \| Tempo \| \| \| ------------------------ \| ------------------------ \| ------------------------ \| ------------------------ \| ------------------------ \| \| 1. \| Domenico Pozzovivo \| AG2R La Mondiale \| 4h38m49s \| \| \| 2. \| Rui Costa \| UAE Team Emirates \| + 4s \| \| \| 3. \| Ion Izagirre \| Bahrain-Merida \| + 4s \| \| \| 4. \| Mathias Frank \| AG2R La Mondiale \| + 4s \| \| \| 5. \| Simon Špilak \| Katusha-Alpecin \| + 12s \| \| \| 6. \| Steven Kruijswijk \| LottoNL-Jumbo \| + 12s \| \| \| 7. \| Damiano Caruso \| BMC Racing Team \| + 15s \| \| \| 8. \| Pello Bilbao \| Astana \| + 18s \| \| \| 9. \| Marc Soler \| Movistar Team \| + 18s \| \| \| 10. \| Michael Woods \| Cannondale-Drapac \| + 21s \| \| |                    |                   |          |
| |                    |                   |          |
| |                    |                   |          |
| Classificação por etapas |                    |                   |          |
| Ciclista | Ciclista           | Equipe            | Tempo    |
| 1. | Domenico Pozzovivo | AG2R La Mondiale  | 4h38m49s |
| 2. | Rui Costa          | UAE Team Emirates | + 4s     |
| 3. | Ion Izagirre       | Bahrain-Merida    | + 4s     |
| 4. | Mathias Frank      | AG2R La Mondiale  | + 4s     |
| 5. | Simon Špilak       | Katusha-Alpecin   | + 12s    |
| 6. | Steven Kruijswijk  | LottoNL-Jumbo     | + 12s    |
| 7. | Damiano Caruso     | BMC Racing Team   | + 15s    |
| 8. | Pello Bilbao       | Astana            | + 18s    |
| 9. | Marc Soler         | Movistar Team     | + 18s    |
| 10. | Michael Woods      | Cannondale-Drapac | + 21s    |

| \| Classificação geral \| Classificação geral \| Classificação geral \| Classificação geral \| Classificação geral \| \| Ciclista \| Ciclista \| Equipe \| Tempo \| \| \| ------------------- \| ------------------- \| ------------------- \| ------------------- \| ------------------- \| \| 1. \| Domenico Pozzovivo \| AG2R La Mondiale \| 22h03m28s \| \| \| 2. \| Damiano Caruso \| BMC Racing Team \| + 0s \| \| \| 3. \| Steven Kruijswijk \| LottoNL-Jumbo \| + 13s \| \| \| 4. \| Simon Špilak \| Katusha-Alpecin \| + 22s \| \| \| 5. \| Mathias Frank \| AG2R La Mondiale \| + 23s \| \| \| 6. \| Marc Soler \| Movistar Team \| + 35s \| \| \| 7. \| Rui Costa \| UAE Team Emirates \| + 54s \| \| \| 8. \| Mikel Nieve \| Team Sky \| + 1m19s \| \| \| 9. \| Pello Bilbao \| Astana \| + 1m42s \| \| \| 10. \| Valerio Conti \| UAE Team Emirates \| + 3m02s \| \| |                    |                   |           |
| |                    |                   |           |
| |                    |                   |           |
| Classificação geral |                    |                   |           |
| Ciclista | Ciclista           | Equipe            | Tempo     |
| 1. | Domenico Pozzovivo | AG2R La Mondiale  | 22h03m28s |
| 2. | Damiano Caruso     | BMC Racing Team   | + 0s      |
| 3. | Steven Kruijswijk  | LottoNL-Jumbo     | + 13s     |
| 4. | Simon Špilak       | Katusha-Alpecin   | + 22s     |
| 5. | Mathias Frank      | AG2R La Mondiale  | + 23s     |
| 6. | Marc Soler         | Movistar Team     | + 35s     |
| 7. | Rui Costa          | UAE Team Emirates | + 54s     |
| 8. | Mikel Nieve        | Team Sky          | + 1m19s   |
| 9. | Pello Bilbao       | Astana            | + 1m42s   |
| 10. | Valerio Conti      | UAE Team Emirates | + 3m02s   |

### 6.ª etapa
| Zernez - Sölden (Áustria) | alta montanha | (160,8 km) |

| \| Classificação por etapas \| Classificação por etapas \| Classificação por etapas \| Classificação por etapas \| Classificação por etapas \| \| Ciclista \| Ciclista \| Equipe \| Tempo \| \| \| ------------------------ \| ------------------------ \| ------------------------ \| ------------------------ \| ------------------------ \| \| 1. \| Simon Špilak \| Katusha-Alpecin \| 3h58m36s \| \| \| 2. \| Ion Izagirre \| Bahrain-Merida \| + 22s \| \| \| 3. \| Joe Dombrowski \| Cannondale-Drapac \| + 36s \| \| \| 4. \| Damiano Caruso \| BMC Racing Team \| + 1m04s \| \| \| 5. \| Steven Kruijswijk \| LottoNL-Jumbo \| + 1m04s \| \| \| 6. \| Jan Hirt \| CCC Sprandi Polkowice \| + 1m07s \| \| \| 7. \| Rein Taaramäe \| Katusha-Alpecin \| + 1m33s \| \| \| 8. \| Mikel Nieve \| Team Sky \| + 1m47s \| \| \| 9. \| Rui Costa \| UAE Team Emirates \| + 1m53s \| \| \| 10. \| Pello Bilbao \| Astana \| + 2m40s \| \| |                   |                       |          |
| |                   |                       |          |
| |                   |                       |          |
| Classificação por etapas |                   |                       |          |
| Ciclista | Ciclista          | Equipe                | Tempo    |
| 1. | Simon Špilak      | Katusha-Alpecin       | 3h58m36s |
| 2. | Ion Izagirre      | Bahrain-Merida        | + 22s    |
| 3. | Joe Dombrowski    | Cannondale-Drapac     | + 36s    |
| 4. | Damiano Caruso    | BMC Racing Team       | + 1m04s  |
| 5. | Steven Kruijswijk | LottoNL-Jumbo         | + 1m04s  |
| 6. | Jan Hirt          | CCC Sprandi Polkowice | + 1m07s  |
| 7. | Rein Taaramäe     | Katusha-Alpecin       | + 1m33s  |
| 8. | Mikel Nieve       | Team Sky              | + 1m47s  |
| 9. | Rui Costa         | UAE Team Emirates     | + 1m53s  |
| 10. | Pello Bilbao      | Astana                | + 2m40s  |

| \| Classificação geral \| Classificação geral \| Classificação geral \| Classificação geral \| Classificação geral \| \| Ciclista \| Ciclista \| Equipe \| Tempo \| \| \| ------------------- \| ------------------- \| ------------------- \| ------------------- \| ------------------- \| \| 1. \| Simon Špilak \| Katusha-Alpecin \| 26h02m16s \| \| \| 2. \| Damiano Caruso \| BMC Racing Team \| + 52s \| \| \| 3. \| Steven Kruijswijk \| LottoNL-Jumbo \| + 1m05s \| \| \| 4. \| Domenico Pozzovivo \| AG2R La Mondiale \| + 2m28s \| \| \| 5. \| Rui Costa \| UAE Team Emirates \| + 2m35s \| \| \| 6. \| Mathias Frank \| AG2R La Mondiale \| + 2m51s \| \| \| 7. \| Mikel Nieve \| Team Sky \| + 2m54s \| \| \| 8. \| Ion Izagirre \| Bahrain-Merida \| + 3m51s \| \| \| 9. \| Marc Soler \| Movistar Team \| + 4m07s \| \| \| 10. \| Pello Bilbao \| Astana \| + 4m10s \| \| |                    |                   |           |
| |                    |                   |           |
| |                    |                   |           |
| Classificação geral |                    |                   |           |
| Ciclista | Ciclista           | Equipe            | Tempo     |
| 1. | Simon Špilak       | Katusha-Alpecin   | 26h02m16s |
| 2. | Damiano Caruso     | BMC Racing Team   | + 52s     |
| 3. | Steven Kruijswijk  | LottoNL-Jumbo     | + 1m05s   |
| 4. | Domenico Pozzovivo | AG2R La Mondiale  | + 2m28s   |
| 5. | Rui Costa          | UAE Team Emirates | + 2m35s   |
| 6. | Mathias Frank      | AG2R La Mondiale  | + 2m51s   |
| 7. | Mikel Nieve        | Team Sky          | + 2m54s   |
| 8. | Ion Izagirre       | Bahrain-Merida    | + 3m51s   |
| 9. | Marc Soler         | Movistar Team     | + 4m07s   |
| 10. | Pello Bilbao       | Astana            | + 4m10s   |

### 7.ª etapa
| Schaffhausen - Schaffhausen | etapa escarpada | (100 km) |

| \| Classificação por etapas \| Classificação por etapas \| Classificação por etapas \| Classificação por etapas \| Classificação por etapas \| \| Ciclista \| Ciclista \| Equipe \| Tempo \| \| \| ------------------------ \| ------------------------ \| ------------------------ \| ------------------------ \| ------------------------ \| \| 1. \| Peter Sagan \| Bora-Hansgrohe \| 1h57m34s \| \| \| 2. \| Sacha Modolo \| UAE Team Emirates \| + 0s \| \| \| 3. \| Matteo Trentin \| Quick-Step Floors \| + 0s \| \| \| 4. \| Magnus Cort \| Orica-Scott \| + 0s \| \| \| 5. \| Niccolò Bonifazio \| Bahrain-Merida \| + 0s \| \| \| 6. \| Michael Matthews \| Team Sunweb \| + 0s \| \| \| 7. \| John Degenkolb \| Trek-Segafredo \| + 0s \| \| \| 8. \| Oscar Gatto \| Astana \| + 0s \| \| \| 9. \| Kévin Réza \| FDJ \| + 0s \| \| \| 10. \| Salvatore Puccio \| Team Sky \| + 0s \| \| |                   |                   |          |
| |                   |                   |          |
| |                   |                   |          |
| Classificação por etapas |                   |                   |          |
| Ciclista | Ciclista          | Equipe            | Tempo    |
| 1. | Peter Sagan       | Bora-Hansgrohe    | 1h57m34s |
| 2. | Sacha Modolo      | UAE Team Emirates | + 0s     |
| 3. | Matteo Trentin    | Quick-Step Floors | + 0s     |
| 4. | Magnus Cort       | Orica-Scott       | + 0s     |
| 5. | Niccolò Bonifazio | Bahrain-Merida    | + 0s     |
| 6. | Michael Matthews  | Team Sunweb       | + 0s     |
| 7. | John Degenkolb    | Trek-Segafredo    | + 0s     |
| 8. | Oscar Gatto       | Astana            | + 0s     |
| 9. | Kévin Réza        | FDJ               | + 0s     |
| 10. | Salvatore Puccio  | Team Sky          | + 0s     |

| \| Classificação geral \| Classificação geral \| Classificação geral \| Classificação geral \| Classificação geral \| \| Ciclista \| Ciclista \| Equipe \| Tempo \| \| \| ------------------- \| ------------------- \| ------------------- \| ------------------- \| ------------------- \| \| 1. \| Simon Špilak \| Katusha-Alpecin \| 27h59m50s \| \| \| 2. \| Damiano Caruso \| BMC Racing Team \| + 52s \| \| \| 3. \| Steven Kruijswijk \| LottoNL-Jumbo \| + 1m05s \| \| \| 4. \| Domenico Pozzovivo \| AG2R La Mondiale \| + 2m28s \| \| \| 5. \| Rui Costa \| UAE Team Emirates \| + 2m35s \| \| \| 6. \| Mathias Frank \| AG2R La Mondiale \| + 2m51s \| \| \| 7. \| Mikel Nieve \| Team Sky \| + 2m54s \| \| \| 8. \| Ion Izagirre \| Bahrain-Merida \| + 3m51s \| \| \| 9. \| Marc Soler \| Movistar Team \| + 4m07s \| \| \| 10. \| Pello Bilbao \| Astana \| + 4m10s \| \| |                    |                   |           |
| |                    |                   |           |
| |                    |                   |           |
| Classificação geral |                    |                   |           |
| Ciclista | Ciclista           | Equipe            | Tempo     |
| 1. | Simon Špilak       | Katusha-Alpecin   | 27h59m50s |
| 2. | Damiano Caruso     | BMC Racing Team   | + 52s     |
| 3. | Steven Kruijswijk  | LottoNL-Jumbo     | + 1m05s   |
| 4. | Domenico Pozzovivo | AG2R La Mondiale  | + 2m28s   |
| 5. | Rui Costa          | UAE Team Emirates | + 2m35s   |
| 6. | Mathias Frank      | AG2R La Mondiale  | + 2m51s   |
| 7. | Mikel Nieve        | Team Sky          | + 2m54s   |
| 8. | Ion Izagirre       | Bahrain-Merida    | + 3m51s   |
| 9. | Marc Soler         | Movistar Team     | + 4m07s   |
| 10. | Pello Bilbao       | Astana            | + 4m10s   |

### 8.ª etapa
| Schaffhausen - Schaffhausen | contrarrelógio individual | (28,6 km) |

| \| Classificação por etapas \| Classificação por etapas \| Classificação por etapas \| Classificação por etapas \| Classificação por etapas \| \| Ciclista \| Ciclista \| Equipe \| Tempo \| \| \| ------------------------ \| ------------------------ \| ------------------------ \| ------------------------ \| ------------------------ \| \| 1. \| Rohan Dennis \| BMC Racing Team \| 36m30s \| \| \| 2. \| Stefan Küng \| BMC Racing Team \| + 29s \| \| \| 3. \| Damiano Caruso \| BMC Racing Team \| + 47s \| \| \| 4. \| Ion Izagirre \| Bahrain-Merida \| + 51s \| \| \| 5. \| Simon Špilak \| Katusha-Alpecin \| + 51s \| \| \| 6. \| Steven Kruijswijk \| LottoNL-Jumbo \| + 54s \| \| \| 7. \| Marc Soler \| Movistar Team \| + 58s \| \| \| 8. \| Domenico Pozzovivo \| AG2R La Mondiale \| + 1m00s \| \| \| 9. \| Tejay van Garderen \| BMC Racing Team \| + 1m02s \| \| \| 10. \| Patrick Bevin \| Cannondale-Drapac \| + 1m04s \| \| |                    |                   |         |
| |                    |                   |         |
| |                    |                   |         |
| Classificação por etapas |                    |                   |         |
| Ciclista | Ciclista           | Equipe            | Tempo   |
| 1. | Rohan Dennis       | BMC Racing Team   | 36m30s  |
| 2. | Stefan Küng        | BMC Racing Team   | + 29s   |
| 3. | Damiano Caruso     | BMC Racing Team   | + 47s   |
| 4. | Ion Izagirre       | Bahrain-Merida    | + 51s   |
| 5. | Simon Špilak       | Katusha-Alpecin   | + 51s   |
| 6. | Steven Kruijswijk  | LottoNL-Jumbo     | + 54s   |
| 7. | Marc Soler         | Movistar Team     | + 58s   |
| 8. | Domenico Pozzovivo | AG2R La Mondiale  | + 1m00s |
| 9. | Tejay van Garderen | BMC Racing Team   | + 1m02s |
| 10. | Patrick Bevin      | Cannondale-Drapac | + 1m04s |

## Classificações finais
As classificações finalizaram da seguinte forma:

### Classificação geral
| \| Classificação geral \| Classificação geral \| Classificação geral \| Classificação geral \| Classificação geral \| \| Ciclista \| Ciclista \| Equipe \| Tempo \| \| \| ------------------- \| ------------------- \| ------------------- \| ------------------- \| ------------------- \| \| 1. \| Simon Špilak \| Katusha-Alpecin \| 28h37m11s \| \| \| 2. \| Damiano Caruso \| BMC Racing Team \| + 48s \| \| \| 3. \| Steven Kruijswijk \| LottoNL-Jumbo \| + 1m08s \| \| \| 4. \| Domenico Pozzovivo \| AG2R La Mondiale \| + 2m37s \| \| \| 5. \| Rui Costa \| UAE Team Emirates \| + 3m09s \| \| \| 6. \| Ion Izagirre \| Bahrain-Merida \| + 3m51s \| \| \| 7. \| Mathias Frank \| AG2R La Mondiale \| + 4m00s \| \| \| 8. \| Marc Soler \| Movistar Team \| + 4m14s \| \| \| 9. \| Mikel Nieve \| Team Sky \| + 4m47s \| \| \| 10. \| Pello Bilbao \| Astana \| + 5m30s \| \| |                    |                   |           |
| |                    |                   |           |
| Fonte: ProCyclingStats |                    |                   |           |
| Classificação geral |                    |                   |           |
| Ciclista | Ciclista           | Equipe            | Tempo     |
| 1. | Simon Špilak       | Katusha-Alpecin   | 28h37m11s |
| 2. | Damiano Caruso     | BMC Racing Team   | + 48s     |
| 3. | Steven Kruijswijk  | LottoNL-Jumbo     | + 1m08s   |
| 4. | Domenico Pozzovivo | AG2R La Mondiale  | + 2m37s   |
| 5. | Rui Costa          | UAE Team Emirates | + 3m09s   |
| 6. | Ion Izagirre       | Bahrain-Merida    | + 3m51s   |
| 7. | Mathias Frank      | AG2R La Mondiale  | + 4m00s   |
| 8. | Marc Soler         | Movistar Team     | + 4m14s   |
| 9. | Mikel Nieve        | Team Sky          | + 4m47s   |
| 10. | Pello Bilbao       | Astana            | + 5m30s   |

### Classificação por pontos
| Classificação por pontos | Classificação por pontos | Classificação por pontos | Classificação por pontos | Classificação por pontos |
| Ciclista                 | Ciclista                 | Equipe                   | Pontos                   |                          |
| ------------------------ | ------------------------ | ------------------------ | ------------------------ | ------------------------ |
| 1.                       | Peter Sagan              | Bora-Hansgrohe           | 37 pts                   |                          |
| 2.                       | Damiano Caruso           | BMC Racing Team          | 25 pts                   |                          |
| 3.                       | Stefan Küng              | BMC Racing Team          | 21 pts                   |                          |
| 4.                       | Rohan Dennis             | BMC Racing Team          | 20 pts                   |                          |
| 5.                       | Simon Špilak             | Katusha-Alpecin          | 18 pts                   |                          |
| 6.                       | Michael Matthews         | Team Sunweb              | 18 pts                   |                          |
| 7.                       | Ion Izagirre             | Bahrain-Merida           | 18 pts                   |                          |
| 8.                       | Matteo Trentin           | Quick-Step Floors        | 15 pts                   |                          |
| 9.                       | Michael Albasini         | Orica-Scott              | 14 pts                   |                          |
| 10.                      | Larry Warbasse           | Aqua Blue Sport          | 13 pts                   |                          |

### Classificação da montanha
| Classificação da montanha | Classificação da montanha | Classificação da montanha   | Classificação da montanha | Classificação da montanha |
| Ciclista                  | Ciclista                  | Equipe                      | Pontos                    |                           |
| ------------------------- | ------------------------- | --------------------------- | ------------------------- | ------------------------- |
| 1.                        | Lasse Norman Hansen       | Aqua Blue Sport             | 54 pts                    |                           |
| 2.                        | Nick van der Lijke        | Roompot-Nederlandse Loterij | 45 pts                    |                           |
| 3.                        | Damiano Caruso            | BMC Racing Team             | 31 pts                    |                           |
| 4.                        | Jan Bakelants             | AG2R La Mondiale            | 28 pts                    |                           |
| 5.                        | Simon Špilak              | Katusha-Alpecin             | 26 pts                    |                           |
| 6.                        | Larry Warbasse            | Aqua Blue Sport             | 26 pts                    |                           |
| 7.                        | Lars Petter Nordhaug      | Aqua Blue Sport             | 22 pts                    |                           |
| 8.                        | Michael Woods             | Cannondale-Drapac           | 20 pts                    |                           |
| 9.                        | Domenico Pozzovivo        | AG2R La Mondiale            | 19 pts                    |                           |
| 10.                       | Benjamin King             | Dimension Data              | 18 pts                    |                           |

### Classificação por equipas
| Classificação por equipes | Classificação por equipes | Classificação por equipes | Classificação por equipes |
| Equipe                    | Equipe                    | Tempo                     |                           |
| ------------------------- | ------------------------- | ------------------------- | ------------------------- |
| 1.                        | AG2R La Mondiale          | 86h12m42s                 |                           |
| 2.                        | Movistar Team             | + 3m36s                   |                           |
| 3.                        | Katusha-Alpecin           | + 18m37s                  |                           |
| 4.                        | Bahrain-Merida            | + 19m47s                  |                           |
| 5.                        | UAE Team Emirates         | + 21m38s                  |                           |
| 6.                        | Sky                       | + 24m17s                  |                           |
| 7.                        | BMC Racing Team           | + 44m56s                  |                           |
| 8.                        | Cannondale-Drapac         | + 47m30s                  |                           |
| 9.                        | Lotto NL-Jumbo            | + 51m50s                  |                           |
| 10.                       | FDJ                       | + 1h10m16s                |                           |

## Evolução das classificações
| Etapa (Vencedor)               | Classificação geral | Classificação da montanha | Classificação por pontos | Classificação do melhor suíço | Classificação por equipas |
| ------------------------------ | ------------------- | ------------------------- | ------------------------ | ----------------------------- | ------------------------- |
| Prólogo (Rohan Dennis)         | Rohan Dennis        | Não se entregou           | Rohan Dennis             | Stefan Küng                   | BMC Racing                |
| 1.ª etapa (Philippe Gilbert)   | Stefan Küng         | Lasse Norman Hansen       | Nicolas Dougall          | Stefan Küng                   | BMC Racing                |
| 2.ª etapa (Michael Matthews)   | Michael Matthews    | Lasse Norman Hansen       | Michael Matthews         | Michael Albasini              | Sunweb                    |
| 3.ª etapa (Larry Warbasse)     | Damiano Caruso      | Lasse Norman Hansen       | Michael Matthews         | Mathias Frank                 | AG2R La Mondiale          |
| 4.ª etapa (Peter Sagan)        | Damiano Caruso      | Lasse Norman Hansen       | Peter Sagan              | Mathias Frank                 | AG2R La Mondiale          |
| 5.ª etapa (Domenico Pozzovivo) | Domenico Pozzovivo  | Lasse Norman Hansen       | Peter Sagan              | Mathias Frank                 | AG2R La Mondiale          |
| 6.ª etapa (Simon Špilak)       | Simon Špilak        | Lasse Norman Hansen       | Peter Sagan              | Mathias Frank                 | AG2R La Mondiale          |
| 7.ª etapa (Peter Sagan)        | Simon Špilak        | Lasse Norman Hansen       | Peter Sagan              | Mathias Frank                 | AG2R La Mondiale          |
| 8.ª etapa (Rohan Dennis)       | Simon Špilak        | Lasse Norman Hansen       | Peter Sagan              | Mathias Frank                 | AG2R La Mondiale          |
| Final                          | Simon Špilak        | Lasse Norman Hansen       | Peter Sagan              | Mathias Frank                 | AG2R La Mondiale          |

## UCI World Ranking
A Volta à Suíça outorga pontos para o UCI WorldTour de 2017 e o UCI World Ranking, este último para corredores das equipas nas categorias UCI ProTeam, Profissional Continental e Equipas Continentais. As seguintes tabelas são o barómetro de pontuação e os corredores que obtiveram pontos:
| Posição             | 1.ª | 2.ª | 3.ª | 4.ª | 5.ª | 6.ª | 7.ª | 8.ª | 9.ª | 10.ª |
| Classificação geral | 500 | 400 | 325 | 275 | 225 | 175 | 150 | 125 | 100 | 85   |
| Por etapa           | 60  | 25  | 10  |     |     |     |     |     |     |      |
| Líder               | 10  |     |     |     |     |     |     |     |     |      |

| Classificação | Classificação      | Classificação    | Classificação | Classificação | Classificação | Classificação |
| Posição       | Ciclista           | Equipa           | Geral         | Etapa         | Líder         | Total         |
| ------------- | ------------------ | ---------------- | ------------- | ------------- | ------------- | ------------- |
| 1.º           | Simon Špilak       | Katusha-Alpecin  | 500           | 60            | 20            | 580           |
| 2.º           | Damiano Caruso     | BMC Racing       | 400           | 35            | 20            | 455           |
| 3.º           | Domenico Pozzovivo | AG2R La Mondiale | 275           | 60            | 10            | 345           |
| 4.º           | Steven Kruijswijk  | LottoNL-Jumbo    | 325           | 10            | -             | 335           |
| 5.º           | Rui Costa          | UAE Emirates     | 225           | 25            | -             | 250           |
| 6.º           | Ion Izagirre       | Bahrain Merida   | 175           | 35            | -             | 210           |
| 7.º           | Mathias Frank      | AG2R La Mondiale | 150           | -             | -             | 150           |
| 8.º           | Peter Sagan        | Bora-Hansgrohe   | -             | 145           | -             | 145           |
| 9.º           | Rohan Dennis       | BMC Racing       | -             | 120           | 10            | 130           |
| 10.º          | Marc Soler         | Movistar         | 125           | -             | -             | 125           |